# Berta Ulloa Ortiz
Berta Guadalupe Ulloa Ortiz (Ciudad de México, 1927 - (Veracruz 2003), conocida como Berta Ulloa, fue una maestra en historia, egresada de la Facultad de Filosofía y Letras de la Universidad Nacional Autónoma de México. Fue profesora e investigadora en El Colegio de México a partir de 1957 y directora del Centro de Estudios Históricos de esa institución.

## Biografía
Nació en la Ciudad de México y vivió durante su infancia en el Puerto de Veracruz, su familia era originaria del estado de Nayarit. Inicialmente, sintió interés en dedicarse a la historia prehispánica de México, pero al trabajar en un proyecto que la llevó a Europa a buscar fuentes para la historia contemporánea, decidió dedicarse a este campo de estudio. Recorrió las bibliotecas y archivos de América Latina y Estados Unidos, Francia e Inglaterra, conociendo y estableciendo relaciones amistosas con otros historiadores como Daniel Cosío Villegas, Robert Potash, Luis González y Moisés González Navarro, entre otros.

## Obra
Su obra se centró en el estudio de la historia de la Revolución mexicana por recomendación de Cosío Villegas. También se interesó en la historia de las relaciones diplomáticas de México y en la elaboración de guías para consultar acervos documentales, en donde solía hacer investigación.

### Publicaciones
- Catálogo de los fondos del Centro de Documentación del Museo Nacional de Historia (1952)
- Ulloa, Berta (1963). La Revolución mexicana a través del Archivo de la Secretaría de Relaciones Exteriores. México: UNAM. OCLC 760335327.
- Ulloa, Berta (1976). Historia de México : etapa nacional, la lucha armada (1911-1920). México: Patria Sep Conafe. OCLC 893513551.
- Ulloa, Berta (1997). La Revolución intervenida : relaciones diplomáticas entre México y Estados Unidos (1910-1914). México: El Colegio de México. ISBN 9687568208. OCLC 40659032.[3]
- Ulloa, Berta (2022). Historia de la Revolución Mexicana, 1914-1917. La revolución escindida. México: el Colegio de México. ISBN 9786074623055. OCLC 1390106572.
- Ulloa, Berta (1979). Historia de la Revolución Mexicana, periodo 1914-1917 : la encrucijada de 1915. volumen 5. México: el Colegio de México. ISBN 9786076283172.[4]
- Ulloa, Berta (1983). Historia de la Revolución Mexicana, 1914-1917 : la Constitución de 1917 : volumen 6. México: el Colegio de México.
- Revolución mexicana, 1910-1920 (1985)
- Ulloa, Berta (1986). Veracruz, capital de la nación : (1914-1915). México: el Colegio de México. ISBN 9786076289662. OCLC 1366225318.[5]
- Ulloa, Berta (1991). La Revolución más allá del Bravo. Guía de documentos relativos a México en archivos de Estados Unidos, 1900-1948. México: el Colegio de México. ISBN 9789681204839. OCLC 8161268701.
- Ulloa, Berta (1991). Guía del Ramo Revolución Mexicana, 1910-1920, del Archivo Histórico de la Defensa Nacional y otros repositorios del Gabinete de Manuscritos de la Biblioteca Nacional de México. México: el Colegio de México. ISBN 9681208285. OCLC 1084858418.

## Reconocimientos
A lo largo de su trayectoria académica, la maestra Ulloa recibió una variedad de premios y reconocimientos en México y en el extranjero. En el primer caso, recibió homenajes por parte de El Colegio de México y de la Secretaría de Relaciones Exteriores. En Francia, recibió las Palmas de Oro como reconocimiento a sus 30 años como investigadora.
En su honor, la Secretaría de Cultura instituyó el Premio Berta Ulloa en Investigación sobre historia diplomática de México.